# アンリ (フランス公)
アンリ・ドルレアン（フランス語: Henri d'Orléans, 1933年6月14日 - 2019年1月21日）は、フランスの旧王家であるオルレアン家の当主、フランス王位請求者（1999年6月19日 - 2019年1月21日）。名目上のフランス国王「アンリ7世（Henri VII）」として、正統派の一部（＝連合派）と伝統的なオルレアン派に支持された。パリ伯（フランス語: comte de Paris）およびフランス公（フランス語: duc de France）の儀礼称号を用いた。

## 生涯
先代のパリ伯アンリとその妻イザベル（ブラジル旧皇族ペドロ・デ・アルカンタラ・デ・オルレアンス・エ・ブラガンサの長女）の長男として生まれる。当時、1886年亡命法（1950年廃止）によってフランス君主位請求者とその家族はフランス入国を禁止されていたため、隣国ベルギーのヴォリュウェ＝サン＝ピエールでの誕生だった。
1940年に祖父のギーズ公ジャンが死去して父アンリがオルレアン家家長になると、父によってドーファンに叙せられた。
1947年、ヴァンサン・オリオールの特別法令（デクレ）によってフランス入りを許されて、1953年以降、パリに居住。その後はパリ政治学院へ進み、1957年、同学院公共政策専攻のディプロマを修了。アルジェリア戦争に従軍した。

### 結婚と子女
1957年、遠縁にあたるマリー・テレーゼ・フォン・ヴュルテンベルク（ヴュルテンベルク王国の王位請求者ヴュルテンベルク公フィリップ・アルブレヒトの四女）と結婚した。結婚と同時に、アンリは父からクレルモン伯爵に叙爵された。マリー＝テレーズとの間に3男2女を儲けた。
- マリー・イザベル・マルグリット・アンヌ・ジュヌヴィエーヴ（フランス語版）（1959年 - ）　1989年、リヒテンシュタイン侯子グンダカーと結婚
- フランソワ・アンリ・ルイ・マリー（1961年 - 2017年）　クレルモン伯。長男だがトキソプラズマ症による障害があり、彼が父に先立つまでオルレアン家ではアンリの後継者をめぐる論争があった。
- ブランシュ・エリザベート・ローズ・マリー（1962年 - ）前マダム・ロワイヤル（名目上〜2019）。
- ジャン・カール・ピエール・マリー（1965年 - ）　ヴァンドーム公。2009年、フィロメナ・デ・トルノス・イ・ステインハルトと結婚。2019年、パリ伯、フランス公。
- ウード・チボー・ジョゼフ・マリー（英語版）（1968年 - ）　アングレーム公。1999年、伯爵令嬢マリー＝リース・ド・ロアン＝シャボーと結婚

### 離婚と再婚、継承権剥奪

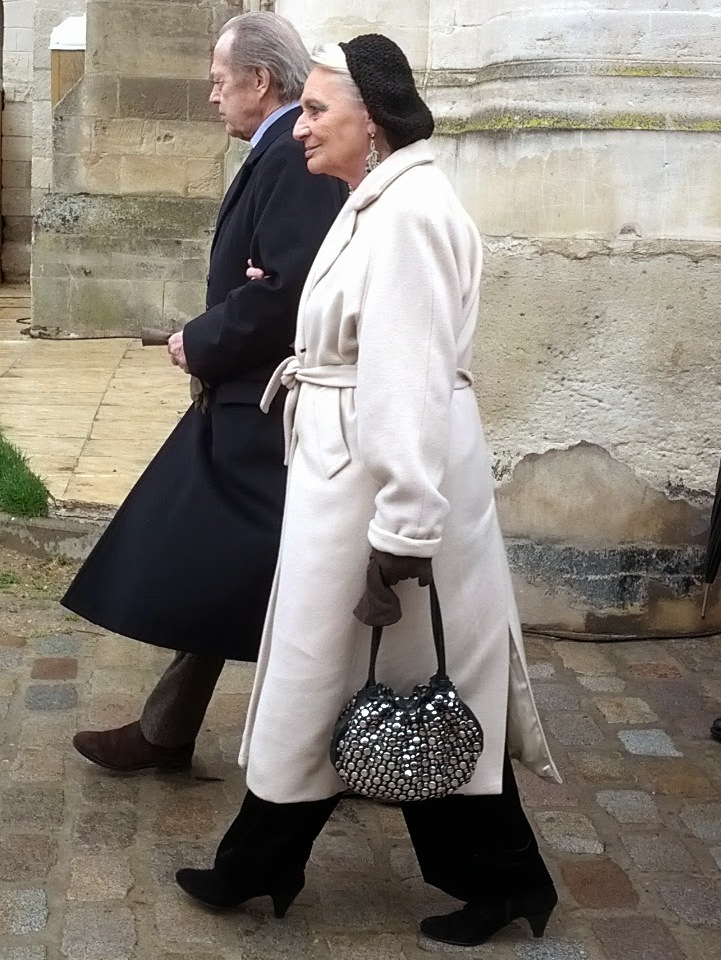
アンリと妻ミカエラ・コウシーニョ

マリー＝テレーズとの夫婦仲は悪く、1977年に別居状態になり、1984年2月には離婚（市民婚）が成立した。
1984年10月、チリ系移民の血を引くミカエラ・コウシーニョ・イ・キニョーネス・デ・レオンと再婚した。この再婚はカトリック教会からの承認を得ずに行ったためにオルレアニストの大部分から支持されず、父アンリの激しい怒りを買った。ミカエラとの再婚が原因で、父によって継承権とクレルモン伯の称号を剥奪され、代わってクレルモン伯より格下の称号であるモルタン伯に叙爵された。
1987年、父はアンリの息子ジャンを後継者に指名した。

### 継承権回復、家督相続
1991年、父アンリの態度が軟化したことで継承権とクレルモン伯の称号を回復し、1996年に継承者と定められた。1999年に父の死によって家督を継いだ。
2009年3月にカトリック教会によってマリー＝テレーズとの婚姻の無効が宣言され、同年9月にミカエラとの宗教婚が行われた。結婚式は9月26日、バスク地方の町アルカングのシャトー・ダルカングで挙行された。

### 薨去と葬儀
2019年1月21日の朝、薨去。奇しくもこの日はルイ16世の226回目の命日である。アンリは毎年恒例であるルイ16世の追悼ミサに出席する準備をしているときに、突然疲れを感じてベッドに戻り、そのまま息を引き取ったという。その死は家族にとっても予期せぬものだった。フランスで2018年11月17日から発生している黄色いベスト運動に対して、1月17日に「デモは平和にやりなさい」とTwitterで国民に向けてメッセージを発したばかりであった。王党派組織「アクション・フランセーズ」は、アンリの死を受けて「国王崩御、国王万歳!」とTwitterに投稿した。
2月2日、ドルーのサン＝ルイ王室礼拝堂において葬儀が催され、モナコ大公アルベール2世や前スペイン王妃ソフィアをはじめとする各国の王侯がこれに参列した。